# Er (Lovecraft)
Er (englischer Originaltitel „He“) ist eine Horrorkurzgeschichte des Autors H.P. Lovecraft aus dem Jahre 1925. Gegenstand der Erzählung sind die unheimlichen Erlebnisse eines jungen Dichters im New York des frühen 20. Jahrhunderts.

## Handlung
Ein namenloser Protagonist sucht als Dichter im New York des beginnenden 20. Jahrhunderts nach Inspiration. Anstatt aber fündig zu werden, ist er vom modernen Erscheinungsbild der Stadt insbesondere bei Tag abgestoßen und enttäuscht. In der Folge beginnt er, des Nachts nach den Spuren des alten New Yorks zu suchen. Auf einem dieser Streifzüge bietet sich ihm ein alter Fremder als Führer an. Unter seiner Leitung gelangt der Protagonist zum Haus des Fremden. Sowohl seine Behausung als auch seine Kleidung haben die Erscheinung des 18. Jahrhunderts, eine Merkwürdigkeit, die dieser Mann selbst zunächst mit seiner speziellen Vorliebe für diese Zeit begründet.
Unter der Auflage, leise zu sein, berichtet der Fremde dem Protagonisten nun von dem ursprünglichen Besitzer des Hauses, einem vorgeblichen Vorfahren, der von den Indianern des Gebiets ein bei Vollmond zu vollziehendes Ritual erlernt habe, das es gestatte, die Zeit zu kontrollieren. Es wird auch erwähnt, dass die Indianer in der Folge umkamen, möglicherweise durch Verschulden des Gutsherrn.
Zur Demonstration dieser auf ihn übergegangenen Fähigkeit zeigt der Fremde dem Protagonisten durch das Fenster die Umgebung zu verschiedenen Zeiten, zweimal das New York der Vergangenheit, einmal das der Zukunft. Der Anblick dieser Zukunft entsetzt den Betrachter derart, dass er das Stilllegebot vergisst und aufschreit.
Dieser Schrei ruft die toten Indianer, die bei Vollmond zurückkehren, um sich an dem Fremden zu rächen, der niemand anders als der uralte Gutsherr selbst ist. Er kommt um, und die Erscheinung der toten Indianer bemächtigt sich seiner Überreste. Das Haus beginnt daraufhin einzustürzen. Dem Protagonisten gelingt mit Mühe und schwerverletzt die Flucht, er wird weit von dem Haus aufgefunden und ist später weder in der Lage noch willens, diesen Ort wiederzufinden. Er verlässt – nicht ohne vor der Verdorbenheit dieser Stadt zu warnen – New York.

## Biographische Einflüsse
Die Erzählung entstand während Lovecrafts zweijährigem New York-Aufenthalt (März 1924 bis April 1926), und es wird vermutet, dass sich seine Abneigung gegen diese Stadt in der Erzählung widerspiegelt.

## Entstehung, Publikation und dt. Übersetzung
„He“ wurde 1925 geschrieben und 1926 in Weird Tales publiziert. Die deutsche Übersetzung „Er“ stammt von Charlotte Gräfin von Klinckowstroem.